# 20. Feldartillerie-Brigade (Deutsches Kaiserreich)
Die 20. Feldartillerie-Brigade war ein Großverband der Preußischen Armee.

## Geschichte
Die 20. Feldartillerie-Brigade wurde am 23. Dezember 1867  als  10. Artillerie-Brigade  aufgestellt und am 18. Juli 1872 in 10. Feldartillerie-Brigade umbenannt. Mit dieser Maßnahme wurde das Fußartillerie-Regiment (früher Festungs-Artillerie-Regiment) direkt dem Armee-Korps unterstellt und dafür  das Feldartillerie-Regiment in seinem Bestand erweitert und geteilt. Bezeichnung und Nummer blieben bei den beiden Feldartillerie-Regimentern gleich. Das eine Regiment erhielt den Zusatz „Divisions-Artillerie“ und das andere „Korps-Artillerie“. Dies verdeutlichte ihre Einsatzbestimmung im Kriegsfall. Im Mai 1874  wurde die vorläufige Organisation („Divisions-Artillerie“ und „Korps-Artillerie“) aufgehoben und jedes Artillerie-Regiment erhielt eine eigene Kennzeichnung.
Mit der Auflösung der Feldartillerie-Inspektionen (AKO-Erlass vom 14. März 1889) wurden die Feldartillerie-Brigaden direkt dem Armee-Korps unterstellt und so wurde sie zum 1. Oktober 1899 in 20. Feldartillerie-Brigade umbenannt.
Am 16. Februar 1917 wurde sie zum Artillerie-Kommandeur 20 umfunktioniert, dem damit die taktische Führung der gesamten Feld- und schweren Artillerie oblag.
Sie war Teil der 20. Division, 
die dem X. Armee-Korps in Hannover zugeordnet war. 

### Gliederung
- 1867 bis 1872

Hannoversches Feldartillerie-Regiment Nr. 10 und Hannoversches Festungsartilerie-Abteiling Nr. 10
- 1872 bis 1874

Hannoversches Feldartillerie-Regiment Nr. 10 Korps-Artillerie und Hannoversches Feldartillerie-Regiment Nr. 10 Divisions-Artillerie
- 1874 bis 1890

1. Hannoversches Feldartillerie-Regiment Nr. 10 und 2. Hannoversches Feldartillerie-Regiment Nr. 26
- 1891 bis 1899

Wie vor, zusätzlich Hannoversches Train-Bataillon Nr 10
- 1899 bis 1914

Feldartillerie-Regiment von Scharnhorst (1. Hannoversches) Nr. 10 und Niedersächsisches Feldartillerie-Regiment Nr. 46

### Deutsch-Französischer Krieg 1870/1871
Im Deutsch-Französischen Krieg führte General Paul von Zimmermann die Brigade in der Schlacht bei Gravelotte sowie bei der Belagerung von Metz.

### Erster Weltkrieg
Mit Kriegsbeginn wurde die Brigade im Verband der 20. Division mit mehrfachem Wechsel  sowohl an der Westfront wie an der Ostfront eingesetzt. 
Zu den Kampfhandlungen, Gefechten und Schlachten siehe Kampfgeschehen der 20. Division.

### Brigadekommandeure
| Name                            | Datum                                  |
| ------------------------------- | -------------------------------------- |
| 10. Feldartillerie-Brigade      |                                        |
| Paul von Zimmermann             | 14. Januar 1868 bis 20. Juli 1870      |
| Friedrich von der Becke         | 21. Juli 1870 bis 21. September 1877   |
| Gustav von Schrötter            | 22. September 1877 bis 8. Oktober 1886 |
| August Freiherr von Stetten     | 9. Oktober 1886 bis 26. Dezember 1888  |
| Otto von Gostowski              | 27. Dezember 1888 bis 31. März 1890    |
| Paul Hänisch                    | 1. April 1890 bis 16. Februar 1894     |
| Eberhard Gericke                | 17. Februar 1894 bis 16. Juni 1896     |
| Adolf von Neidhardt             | 17. Juni 1896 bis 1. Oktober 1899      |
| 20. Feldartillerie-Brigade      |                                        |
| Adolf von Neidhardt             | 1. Oktober 1899 bis 21. Juli 1900      |
| Willibald Schmidt               | 22. Juli 1900 bis 17. Dezember 1900    |
| Paul Hoeckner                   | 18. Dezember 1900 bis 21. April 1905   |
| Clemens Reinhold                | 22. April 1905 bis 21. März 1907       |
| Richard Gayer                   | 22. März 1907 bis 18. Dezember 1907    |
| Friedrich von Sachsen-Meiningen | 19. Dezember 1907 bis 26. Januar 1913  |
| Eugen Wentscher                 | 27. Januar 1913 bis 18. Juni 1914      |
| Alfred von Conta                | 19. Juni 1914 bis 19. September 1917   |
| Max Maschke                     | 20. September 1917 bis 25. Mai 1918    |
| Max Freiherr von Uslar-Gleichen | 26. Mai 1918 bis Kriegsende            |
| Erich von Böckmann              | 21. Januar 1919 (Demobilisierung)      |
| Bernhard Wilckens               | 1919 (Demobilisierung)                 |